# 球迷骚乱
球迷骚乱是一种破坏性的违反纪律的行为，主要发生在足球、棒球竞赛中，有时在其他运动竞赛中也会发生，如橄榄球和板球，和运动本身并没有直接关系。球迷骚乱在深夜由于酗酒和睾丸素分泌过多会衍生出大规模的骚乱。

## 历史
从6世纪起在运动竞赛的兴奋中，就曾经发生过竞赛双方的支持者之间的骚乱。公元532年，在拜占庭帝國君士坦丁堡的赛战车时导致的骚乱，曾经使3万人丧生，半座城被烧毁。
从13世纪在英国出现足球竞赛时，就伴随着暴力，当时的竞赛有几百人同时参加，经常引起不同村庄的年轻人之间的械斗。在英国的历史上只有两个时期没有发生过足球骚乱，一是英国内战期间，还有就是第二次世界大战，因為戰爭期间無法正常舉辦比賽。

## 现代
现代的足球骚乱起源于1950年代的英国，直到十几年后，才蔓延到欧洲其他国家。1985年利物浦和尤文图斯队比赛时，利物浦球迷引发的球迷骚乱导致39名尤文图斯球迷丧生。欧洲足联禁止所有英格兰足球俱乐部参赛直到1990年，被稱為UEFA比賽最黑暗的一小時，也迫令球場改革。；瑞典球迷在1970年一次比赛时冲进球场，捣毁记分牌，和警察搏斗；巴西球迷开始用枪，在1990年代，6个月期间就有8个人被枪击身亡，包括一位足球俱乐部主任；中國的首次球迷騷亂則是1985年的五一九事件。
2016年歐洲足球錦標賽球迷騷亂，也是直到UEFA警告持續出現就拔掉該隊的參賽資格才趨緩。並同時禁售酒類來確保球迷紀律。
在美国，足球不太受欢迎，但也不代表球迷骚乱不會發生，球迷在其他领域闹事，1974年棒球联赛发生的球迷骚乱导致克里夫蘭印地安人队被得克萨斯棒联罚款；1990年庆祝底特律队在NBA篮球联赛中获胜导致异常骚乱，造成7人死亡。

## 参看
- 足球流氓